# Sindrome da conflitto della cuffia dei rotatori
La sindrome da conflitto della cuffia dei rotatori, detta anche impingement sub-acromiale, è una patologia legata alla cuffia dei rotatori della spalla, cioè ai quattro muscoli che permettono il movimento della spalla stessa e che sono il sovraspinoso, il sottospinoso, il sottoscapolare e il piccolo rotondo.

## Epidemiologia
È una delle più frequenti cause di dolore alla spalla.

## Eziologia
I tendini di questi muscoli passano attraverso uno spazio ristretto tra l'acromion della scapola e la testa dell'omero. Quando questo spazio è ristretto, essi vengono compressi e ciò genera una sofferenza che si traduce in dolore.

## Clinica e stadiazione
Nel 1972 Neer è stato il primo a descrivere gli stadi di questa malattia:
- Il primo stadio interessa giovani sotto i 25 anni ed è caratterizzato da edema ed emorragia nella borsa sotto-acromiodeltoidea
- Il secondo stadio interessa persone tra i 25 e i 40 anni, e le alterazioni tipiche sono la fibrosi della borsa e la tendinite del capo lungo del bicipite brachiale e del sovraspinoso
- Il terzo stadio si manifesta dopo i 40 anni, presenta lesioni tendinee più gravi (eventualmente la rottura) e speroni ossei

Il dolore può essere acuto o cronico ed irradiato alla spalla, ed è particolarmente evidente durante uno sforzo con il braccio alzato.
Si può valutare l'integrità del tendine del sovraspinoso con la manovra di Jobe, che permette in caso di positività di inviare d'urgenza il paziente dall'ortopedico.

## Trattamento
Il trattamento a seconda dei casi è conservativo o prevede un intervento chirurgico di acromionplastica.